# Tagadak Island
Tagalak Island ist eine unbewohnte Insel der Andreanof Islands, die zu den Aleuten 
gehören. Das etwa 1,5 km lange und 130 m hohe Eiland liegt zwischen Great Sitkin Island und Umnak. 